# Do You Remember?
Do You Remember? ist ein Popsong von Phil Collins aus dem Jahr 1989, der im April 1990 in den USA als dritte Single, in anderen Ländern im November 1990 als Liveversion als sechste Single aus dem Album …But Seriously erschien. Die Liveversion ist dem auf dem Livealbum Serious Hits… Live! zu hörenden Konzert in Berlin entnommen.

## Entstehung und Inhalt
Do You Remember? wurde von Phil Collins selbst geschrieben und von ihm und Hugh Padgham produziert. Es handelt sich um eine langsame, melodische Ballade. Stephen Bishop übernahm den Hintergrundgesang. Im Songtext erinnert sich der Protagonist an eine verflossene Beziehung zurück, reflektiert die Gründe für das Scheitern und konstatiert schließlich, dass diese vorbei ist: „now it’s over.“

## Veröffentlichung und Rezeption
Der Song wurde am 26. April 1990 in den USA und Kanada als dritte Single aus Collins’ Album …But Seriously ausgekoppelt. Er erreichte Platz vier der Billboard-Charts und Platz eins in Kanada, dort war er die dritte Nummer eins in Folge. In Deutschland war nur die im November erschienene Liveversion platziert und erreichte Platz 46, im Vereinigten Königreich erreichte sie Platz 53 und in Frankreich Platz 22.

## Coverversionen
Eine Coverversion existiert von Debelah Morgan (Do You Remember).

## Musikvideos
Das Musikvideo zur Studioversion beginnt zunächst mit einer Rahmenhandlung, in der Collins im Studio den Song spielt, aber dann einen Telefonanruf erhält. Wegen eines Gewitters kann er zunächst nichts verstehen, doch hört er eine weibliche Stimme, die „Phil“ ruft. Durch eine Tür mit Milchglasscheibe kann er dann das Bild der ihn rufenden Frau sehen, bis die Scheibe zerbirst. Dadurch wird er in die eigentliche Handlung des Videos versetzt, in der ein kleiner Junge beim Zeitungsaustragen beinahe von einem Lkw überfahren wird und sodann kurz darauf seine erste Liebe trifft. Am Ende des Videos zieht diese allerdings fort. Es endet mit einer zunächst mit dem Beginn identischen Szene im Studio – doch dieses Mal nimmt Collins den ihm mitgeteilten Anruf nicht entgegen. Das Video zur Liveversion stammt vom Auftritt Collins’ am 15. Juli 1990 auf der Berliner Waldbühne (zu hören auf Serious Hits… Live!). Collins spricht einige einleitende Worte auf Deutsch, die er von einem Zettel abliest.